# 白藤江之战 (938年)
938年白藤江之戰（越南语：／）指的是938年12月中國南漢政權與靜海地區（今越南北部）軍閥吳權之間的戰爭，因發生在白藤江而得名。

## 起因
938年，楊廷藝的女婿吳權在愛州（今清化）起兵，反對矯公羨。矯公羨見吳權勢力強大，於是向南漢求救。劉龑任命兒子劉弘操為靜海節度使，封交王，支援矯公羨。劉龔自己則屯兵海門（今廣西壯族自治區博白縣），為劉弘操的後應。南漢崇文使蕭益認為此節氣多雨且又道路難行，勸諫劉龑暫時放慢進兵的速度，多用鄉導帶路。但劉龑不聽，仍命令劉弘操率水軍進兵，從海口（下龍灣）進入白藤江。

## 經過
此時，吳權已經攻破古螺城，殺死矯公羨。在得知南漢軍隊到達白藤江之後，命令手下的軍士砍伐樹木，製造木樁，並在木樁頂端包上鋒利的鐵皮。吳權將這些木樁插在白藤江入海處的險要的江心裡，同時在河岸一帶設下伏兵。
白藤江江水因漲潮而上升，淹沒了這些木樁。吳權當即命令部下率水軍向南漢軍挑戰。南漢水軍向前攻擊，吳軍佯敗而退。劉弘操果然命令南漢軍追擊，到達了吳軍的埋伏地點。敗退的吳軍返回死戰。不久以後，江水退潮，江水下面的木樁全部暴露了出來。吳權的伏兵四起，趁機駕小船襲擊南漢軍，與之展開白刃戰。南漢軍大撤，劉弘操陣亡。

## 戰後
吳權在939年稱王，建立吳朝，都城古螺。越南（交趾）开始走向自主独立发展道路，至968年丁朝建立。
後世歷史學者，視丁朝為越南建國的創始階段，被中國承認為藩屬而不是領土。史家黎嵩稱「我越正統之君，實自此始」。

### 後世評價
- 越共對這次戰役中吳權的表現給予高度評價。